# Estilo espalda
El estilo espalda o dorsal es un estilo de natación en el que se usan ambos brazos, y la cabeza hacia arriba. Este estilo es esencialmente crol, solo que el nadador flota con la espalda en el agua. La secuencia de movimientos es alternativa:los dos brazos en el aire con la palma de la mano saliendo de debajo de la pierna pero alternado primero el derecho y después el izquierdo.

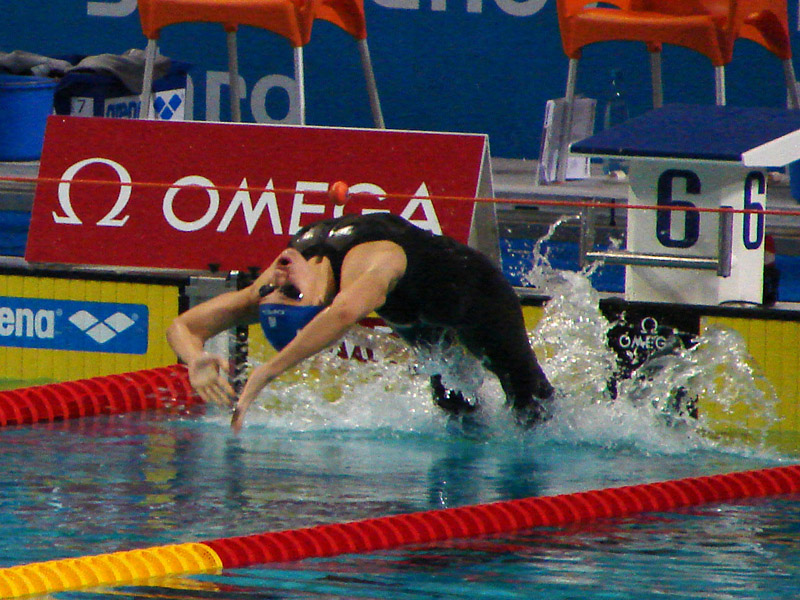
Hanna-Maria Seppälä en una salida en espalda.

## Velocidad y ergonomía
La espalda es el segundo estilo más lento, después de la braza. La máxima velocidad alcanzada está en torno a los 1.84 metros por segundo. Debido a la posición de espaldas, la espalda hace que se usen diferentes músculos de la parte superior del cuerpo respecto a los que se utilizan en otros estilos como por ejemplo el estilo mariposa.

## Posición corporal
La posición del cuerpo en el estilo de espalda es fundamental para una buena acción de brazos y piernas.
La cabeza se mantendrá de manera que la superficie del agua esté al nivel del cuello y justo por debajo de sus orejas o rozando el lóbulo de la oreja del nadador, o bien que la mirada se dirija con una inclinación de 45 grados con respecto a la superficie.
El plano sagital de la cabeza siempre permanecerá perpendicular al agua a pesar del movimiento de rotación sobre el eje longitudinal.

## Técnica

### Jonathan Rodriguez Pérez Movimiento de los brazos
Acción de brazos: 
Entrada:
- El brazo entra en el agua completamente extendido.
- El brazo entra sobre el hombro.
- Pequeña flexión de la muñeca para que la entrada de la mano se efectúe antes que el brazo.
- Las palmas miran afuera, para facilitar una entrada limpia del brazo.
- El dedo meñique entra en primer lugar.

Agarre:
- Es la preparación a la tracción en el que la mano se coloca en mejor

posición para una buena propulsión.
- La trayectoria de la mano es fundamentalmente abajo y afuera.
- El brazo permanece estirado.
- Mantener el brazo justo bajo la superficie.
- Mantener la muñeca firme.
- Mantener los dedos cerrados.
- La trayectoria de la mano es atrás y arriba.
- El codo se mantiene dirigido hacia el fondo.
- El codo alcanza su máxima flexión (90°) al llegar a la altura de los hombros.

Empuje:
- Comienza a partir de la máxima flexión.
- La trayectoria de la mano será atrás y abajo.
- Aumento progresivo de la velocidad de la mano.
- La mano dirigirá el empuje.
- El empuje termina con la palma de la mano mirando hacia el muslo.

Fase aérea o recobro:
- Comienza cuando la mano está en el muslo con el brazo estirado al lado

del cuerpo.
- Por acción del rolido, el hombro sale fuera del agua.
- El brazo extendido y la mano relajada. (en primer lugar sale el dedo

pulgar).
- Subimos la mano arriba y adelante por el plano perpendicular del hombro.
- Al pasar por la vertical del hombro-cabeza la palma de la mano mira afuera

## Récords del mundo
Todos los récords fueron conseguidos en finales, en cualquier otro caso, se especifica. Los tiempos señalados con asterisco (*) indican que han sido incluidos en la última lista de récords publicada por la FINA. Actualizados a 29 de noviembre de 2014.

### Piscina de 50 metros

#### Hombres
| Prueba     | Récord  | Nadador            | País           | Fecha                | Lugar                  |
| ---------- | ------- | ------------------ | -------------- | -------------------- | ---------------------- |
| 50 metros  | 24.00   | Kliment Kolesnikov | Rusia          | 4 de agosto de 2018  | Glasgow, Reino Unido   |
| 100 metros | 51.85   | Ryan Murphy        | Estados Unidos | 13 de agosto de 2016 | Río de Janeiro, Brasil |
| 200 metros | 1:51.92 | Aaron Peirsol      | Estados Unidos | 31 de julio de 2009  | Roma, Italia           |

#### Mujeres
| Prueba     | Récord   | Nadadora       | País           | Fecha                 | Lugar                           |
| ---------- | -------- | -------------- | -------------- | --------------------- | ------------------------------- |
| 50 metros  | 26.86    | Kaylee Mckeown | Australia      | 20 de octubre de 2023 | Budapest, Hungría               |
| 100 metros | 57.13    | Regan Smith    | Estados Unidos | 18 de junio de 2024   | Eugene (Oregón), Estados Unidos |
| 200 metros | 02:03.14 | Kaylee Mckeown | Australia      | 10 de marzo de 2023   | Sídney, Australia               |

### Piscina de 25 metros

#### Hombres
| Prueba     | Récord  | Nadador            | País      | Fecha                   | Lugar                  |
| ---------- | ------- | ------------------ | --------- | ----------------------- | ---------------------- |
| 50 metros  | 22.22   | Florent Manaudou   | Francia   | 6 de diciembre de 2014  | Doha, Catar            |
| 100 metros | 48.90   | Kliment Kolesnikov | Rusia     | 22 de diciembre de 2017 | San Petersburgo, Rusia |
| 200 metros | 1:45.63 | Mitch Larkin       | Australia | 27 de noviembre de 2015 | Sídney, Australia      |

#### Mujeres
| Prueba     | Récord  | Nadadora        | País    | Fecha                  | Lugar       |
| ---------- | ------- | --------------- | ------- | ---------------------- | ----------- |
| 50 metros  | 25.67   | Etiene Medeiros | Brasil  | 7 de diciembre de 2014 | Doha, Catar |
| 100 metros | 55.03   | Katinka Hosszú  | Hungría | 4 de diciembre de 2014 | Doha, Catar |
| 200 metros | 1:59.23 | Katinka Hosszú  | Hungría | 5 de diciembre de 2014 | Doha, Catar |